# Mylabris ongueriana
Mylabris ongueriana es una especie de coleóptero de la familia Meloidae.

## Distribución geográfica
Habita en Angola.